# Pleusymtes symbiotica
Pleusymtes symbiotica is een vlokreeftensoort uit de familie van de Pleustidae. De wetenschappelijke naam van de soort is voor het eerst geldig gepubliceerd in 1992 door Gamo & Shinpo.